# کیم بو یون (بازیگر، زاده ۱۹۵۷)
کیم بو یون (کره‌ای: 김보연؛ زادهٔ کیم بوک سون در ۳۱ دسامبر ۱۹۵۷) بازیگر اهل کره جنوبی است.

## فیلم‌شناسی
گزیده فیلم‌شناسی

### فیلم
- سانی (۲۰۱۱) (حضور افتخاری)
- شریک من (۲۰۱۲)

### مجموعه تلویزیونی
- هزار سال عشق (۲۰۰۳)
- ماهی تنگ بلور (۲۰۱۰)
- پادشاه درام‌ها (۲۰۱۲) (حضور افتخاری)
- هیولا (۲۰۱۶)
- لویی پادشاه خرید (۲۰۱۶)
- مبهم (۲۰۱۸)
- بخشی از ذهن تو (۲۰۲۰)
- یکبار دیگر (۲۰۲۰)
- متن ازدواج و موسیقی طلاق (۲۰۲۱) - فصل ۱–۲
- معشوقه جینکس (۲۰۲۲) - اون اوک جین[۱]